# Drewniaki (obuwie)

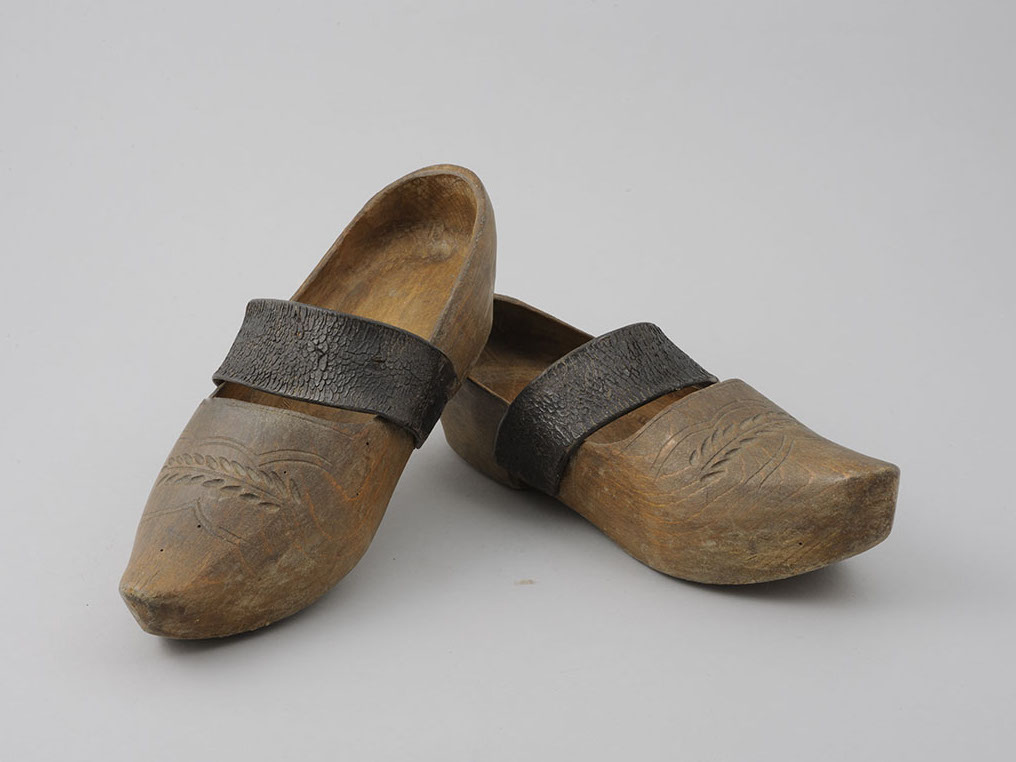
Francuskie drewniaki (saboty) z XIX w.

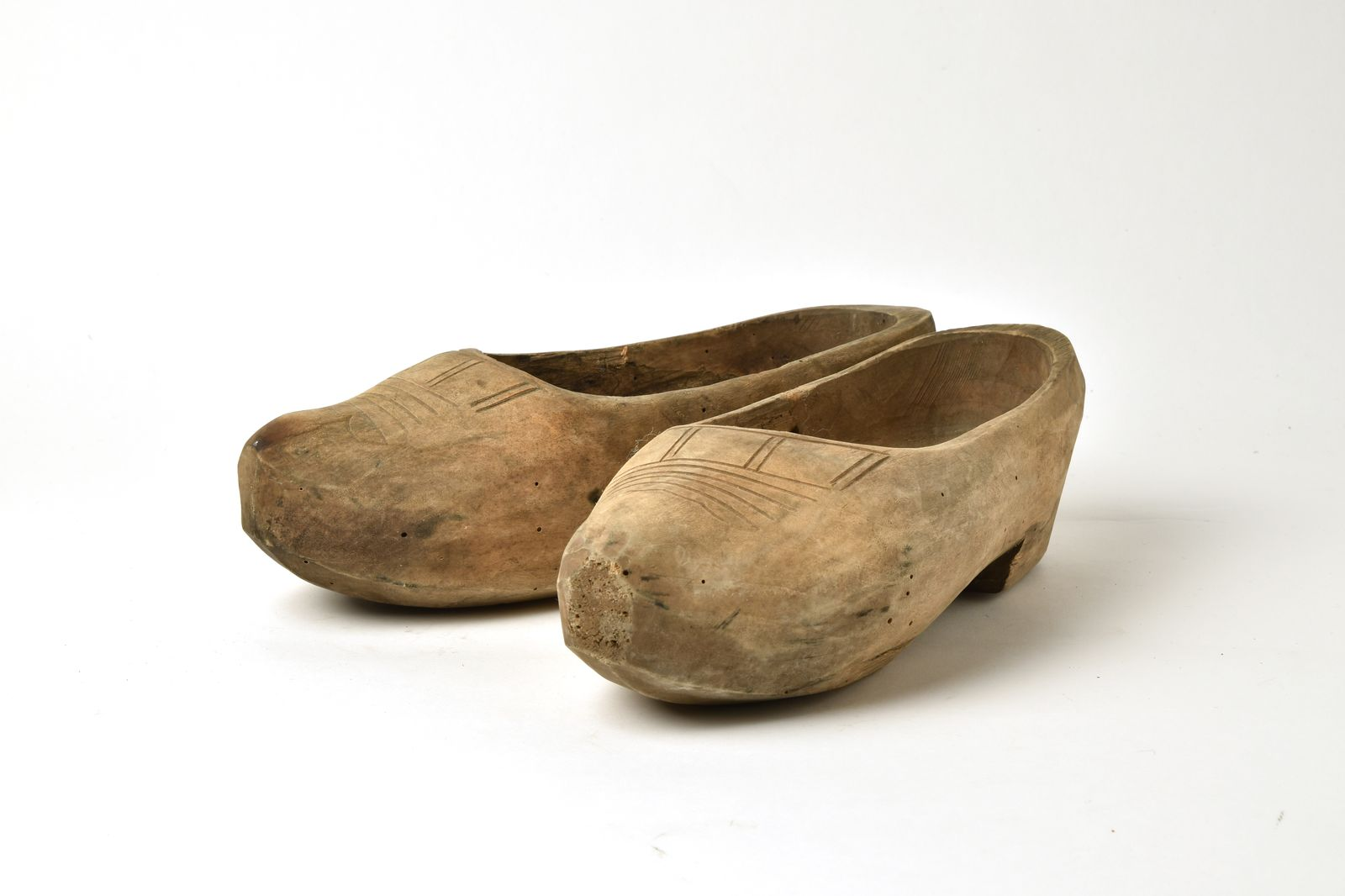
Holenderskie drewniaki (klompen) z pierwszej połowy XX w.

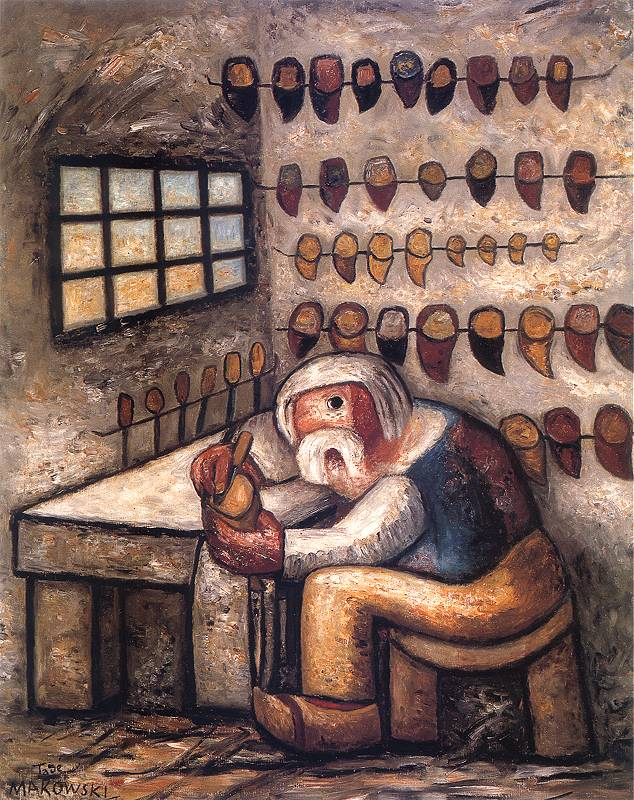
„Szewc”, obraz Tadeusza Makowskiego, przez artystę nazywany „Rzeźbiarzem sabotów”

Drewniaki – rodzaj chodaków wykonanych częściowo lub w całości z drewna. 

## Historia
Drewno było używane do wytwarzania obuwia od wieków. W Holandii podczas przeprowadzania archeologicznych prac wykopaliskowych znaleziono drewniaki z XIII wieku. Z drewna robiono całe obuwie albo jedynie podeszwy, które za pomocą skórzanych pasków przymocowywano do stóp. Ochraniały one nogi przed zimnem, wilgocią i kamieniami na drodze. Używano do tego celu drewna miękkiego i lekkiego. Obuwie z drewna lub na drewnianej podeszwie było i jest w dalszym ciągu, ale w znacznie mniejszym stopniu, produkowane i noszone w licznych krajach np. we Francji, Holandii, Portugalii, Hiszpanii, Anglii, Belgii, Niemczech, krajach skandynawskich, a także Japonii. Drewniaki produkowane w różnych krajach różnią się między sobą, np. francuskie są niskie, płaskie, lekkie i często bogato rzeźbione w motywy kwiatowe czy ukazujące winogrona. Początkowo były wykonywane ręcznie, od początków XX za pomocą prostych maszyn. Współcześnie stały się również artykułem pamiątkarskim.
Drewniaki w różnych krajach mają swoje nazwy: np. francuskie drewniane chodaki to sabots, holenderskie klompen, a włoskie to zoccoli. Drewniane obuwie noszone do tradycyjnych strojów japońskich to geta. Drewniaki zakładane koniom nazywano klumpami na Pomorzu, np. w okolicach jeziora Łebsko. 

### Polska
Również w Polsce noszono obuwie zrobione z drewna. Drewniaki nosili np. robotnicy w dawnych fabrykach. Zachowane do dzisiaj chodaki można oglądać w muzeach, np. w Muzeum Chleba w Radzionkowie, w muzeum w Puńsku. W polskich wsiach ich dłubaniem z olszyny zajmowali się tzw. trepiarze, którzy oprócz drewniaków wyrabiali także trepy o podeszwach drewnianych i skórzanych wierzchach. Drewniaki (i trepy) noszone były głównie jesienią i zimą. Gospodarzom służyły jako obuwie robocze, zaś wiejscy wyrobnicy nosili je na wszystkie okazje. Jednak noszenie drewniaków nie było w polskich wsiach w takim stopniu rozpowszechnione jak we wsiach francuskich. 
Podczas II wojny światowej Niemcy zmuszali więźniów w obozach koncentracyjnych do noszenia drewniaków. Buty wystrugane z drewna przydzielano więźniom w Auschwitz. Buty te cechowała rozmaitość nazw. Nazywano je: holzschuhe, holzpantoflami, holcokami, holendrami, holenderkami, kaszubami, kajakami, czółnami, trepami, sabotami, dłubakami, sandałami, pantynami itd..